# Victor Van Someren
Victor Gurney Logan Van Someren (1886, Melbourne – 24 de julio de 1976) fue un zoólogo y entomólogo australiano.
Nació en Australia. Aprendió zoología en la George Watson College, Universidad de Edimburgo. También fue dentista. Se mudó a Kenia en 1912 y vivió en Nairobi. Perteneció a la Sociedad de Historia Natural de África del este y Uganda deviniendo secretario honorario. En 1930 devino curador del Coryndon Museo. Nombró para la ciencia un número de aves y especies de mariposa.

## Obra
- Bird Life in Uganda
- Notas en áves de Uganda y África Del este
- Con Thomas Herbert Elliot Jackson, 1952 El Charaxes etheocles-ethalion complejo: un provisional reclassification del grupo (Lepidoptera: Nymphalidae). Transacciones del Reales Entomological Sociedad de Londres 103:257-284.
- Con Jackson, T.H.E., 1957 El Charaxes etheocles-ethalion complejo (Lepidoptera: Nymphalidae). Núm. de suplemento 1. Anales del Transvaal Museo 23:41-58.
- Revisional Notas en el africanos Charaxes. Pts 1-10 (1963-1975) 652 p. 148 planchas. On-line en Biblioteca de Patrimonio de la Biodiversidad

Partes 
- 1963 Revisional notas en africanos Charaxes (Lepidoptera: Nymphalidae). Parte I. Boletín del Museo británico (Historia Natural) (Entomología) 195-242.
- 1964 Revisional notas en africanos Charaxes (Lepidoptera: Nymphalidae). Parte II. Boletín del Museo británico (Historia Natural) (Entomología)181-235.
- 1966 Revisional notas en africanos Charaxes (Lepidoptera: Nymphalidae). Parte III. Boletín del Museo británico (Historia Natural) (Entomología)45-101.
- 1967 Revisional notas en africanos Charaxes (Lepidoptera: Nymphalidae). Parte IV. Boletín del Museo británico (Historia Natural) (Entomología)277-316.
- 1969 Revisional notas en africanos Charaxes (Lepidoptera: Nymphalidae). Parte V. Boletín del Museo británico (Historia Natural) (Entomología)75-166.
- 1970 Revisional notas en africanos Charaxes (Lepidoptera: Nymphalidae). Parte VI. Boletín del Museo británico (Historia Natural) (Entomología)197-250.
- 1971 Revisional notas en africanos Charaxes (Lepidoptera: Nymphalidae). Parte VII. Boletín del Museo británico (Historia Natural) (Entomología)181-226.
- 1972 Revisional notas en africanos Charaxes (Lepidoptera: Nymphalidae). Parte VIII. Boletín del Museo británico (Historia Natural) (Entomología)215-264.
- 1974 Revisional notas en africanos Charaxes (Lepidoptera: Nymphalidae). Parte IX. Boletín del Museo británico de Historia Natural (Entomología) 29 (8):415-487.
- 1975 Revisional notas en africanos Charaxes, Palla y Euxanthe (Lepidoptera: Nymphalidae). Parte X. Boletín del Museo británico de Historia Natural (Entomología) 32 (3): 65-136.

## Abreviatura (zoología)
La abreviatura Van Someren  se emplea para indicar a Victor Van Someren como autoridad en la descripción y taxonomía en zoología.